# Campo atrincherado de Oyarzun

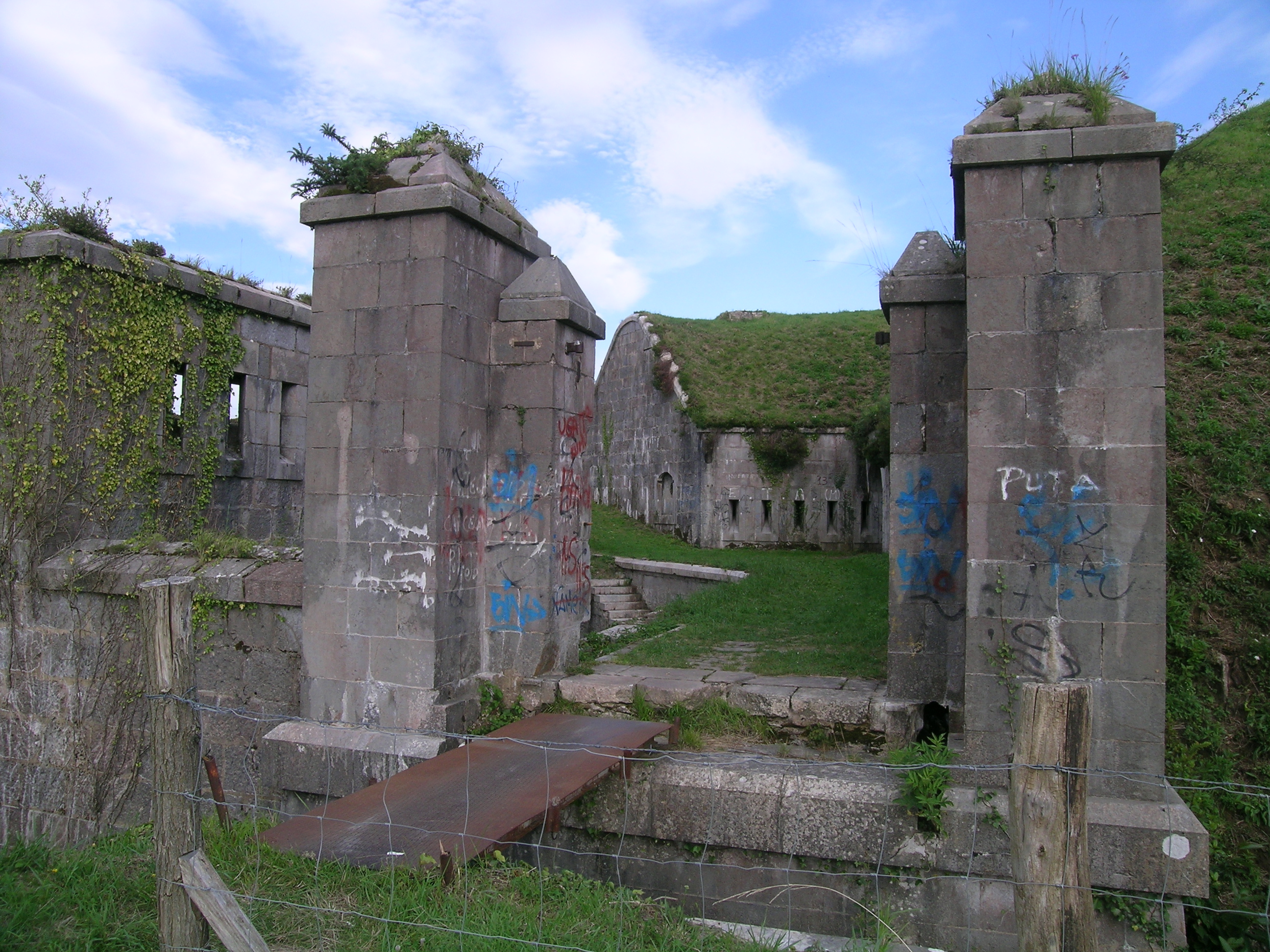
Fuerte de Txoritokieta

El Campo Atrincherado de Oyarzun fue un proyecto inconcluso de ocho fuertes militares, que constituían la más occidental de las defensas diseñadas por el Ejército Español a finales del siglo XIX aprovechando el obstáculo natural de la cordillera de los Pirineos, para impedir invasiones militares que pudieran provenir de Francia.

## Campo atrincherado
Un campo atrincherado es un territorio al que se asigna un importante contingente militar (aproximadamente 38.000 efectivos en el de Oyarzun) apoyado en un completo sistema de infraestructuras, tales como acuartelamientos, hospital militar, almacenes de munición, caminos militares, etc. Además, los puntos topográficamente dominantes del territorio se ocupan mediante fuertes capaces de disparar sobre el territorio enemigo y sobre cualquier contingente militar que pudiera acceder al campo atrincherado, defendiendo a la vez a otros fuertes del mismo. En las proximidades de estas potentes fortificaciones se construían baterías auxiliares, destinadas al emplazamiento de las piezas de artillería de los efectivos asignados al campo atrincherado.

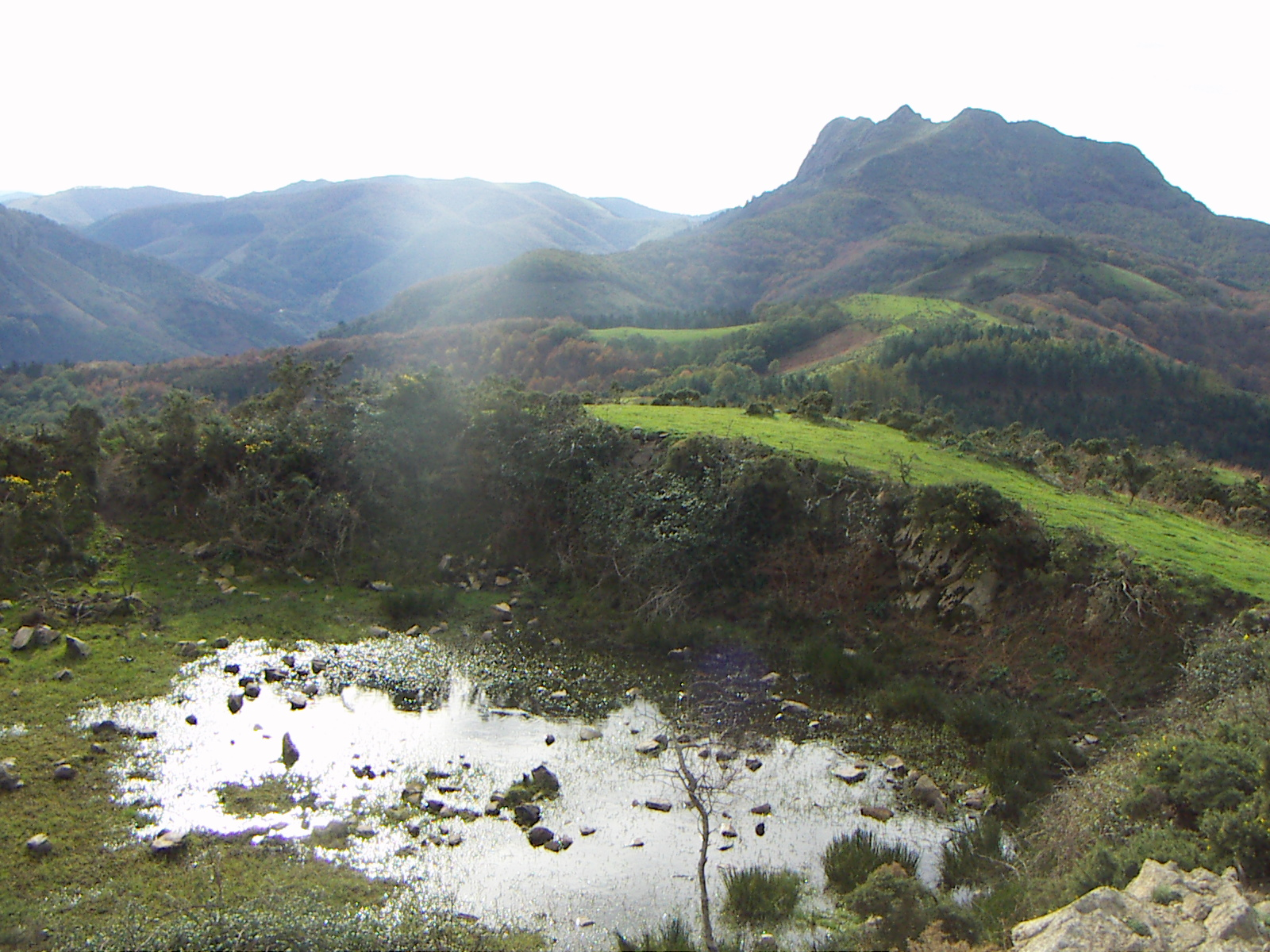
Restos de las obras del inacabado Fuerte de Erlaitz (Guipúzcoa)

## Configuración del Campo atrincherado de Oyarzun
En el Campo atrincherado de Oyarzun se proyectaron un total de ocho fuertes, estructurados en tres líneas: 
- Una línea de vanguardia, cercana a la frontera francesa, formada por los fuertes de Nuestra Señora de Guadalupe, San Marcial y Erlaitz.[2]
- Una línea central, formada por los fuertes de San Enrique, Arkale y Belitz.
- Una línea occidental, formada por los fuertes de San Marcos[3] y de Txoritokieta.[4]

## Interrupción del proyecto

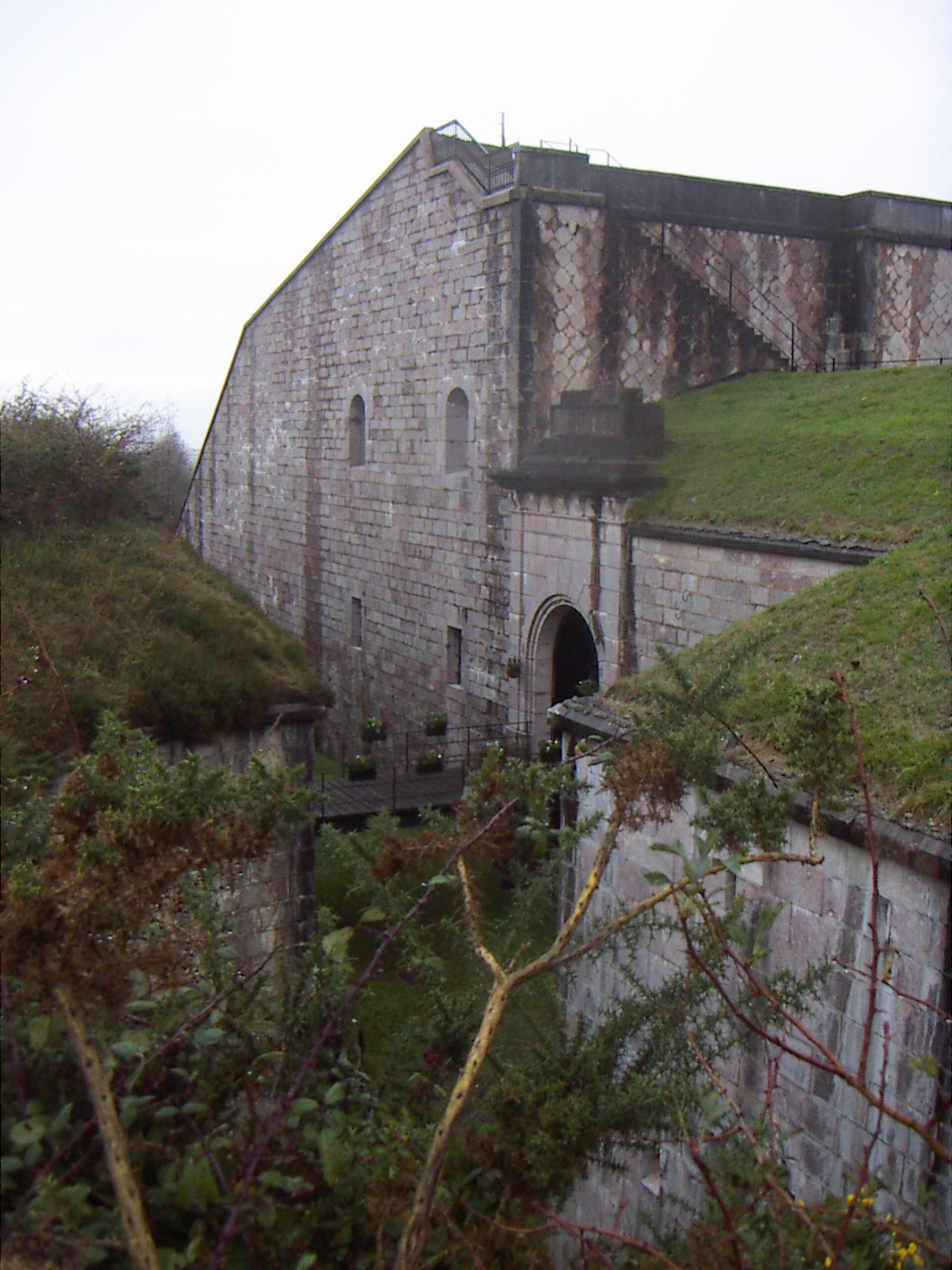
Fuerte de San Marcos

De los ocho fuertes únicamente se construyeron tres: Nuestra Señora de Guadalupe, perteneciente a la primera línea, y los de San Marcos y Txoritokieta, pertenecientes a la línea occidental. Además se comenzó la construcción del fuerte de Erlaitz, cuyas obras fueron detenidas en 1882. Las fortificaciones quedaron obsoletas por mejoras en la artillería y la aparición a principios del siglo XX de la aviación militar y de los gases de guerra. De esta manera se interrumpió la construcción del Campo Atrincherado.